# Leichtathletik-Weltmeisterschaften 2007/4 × 100 m der Frauen

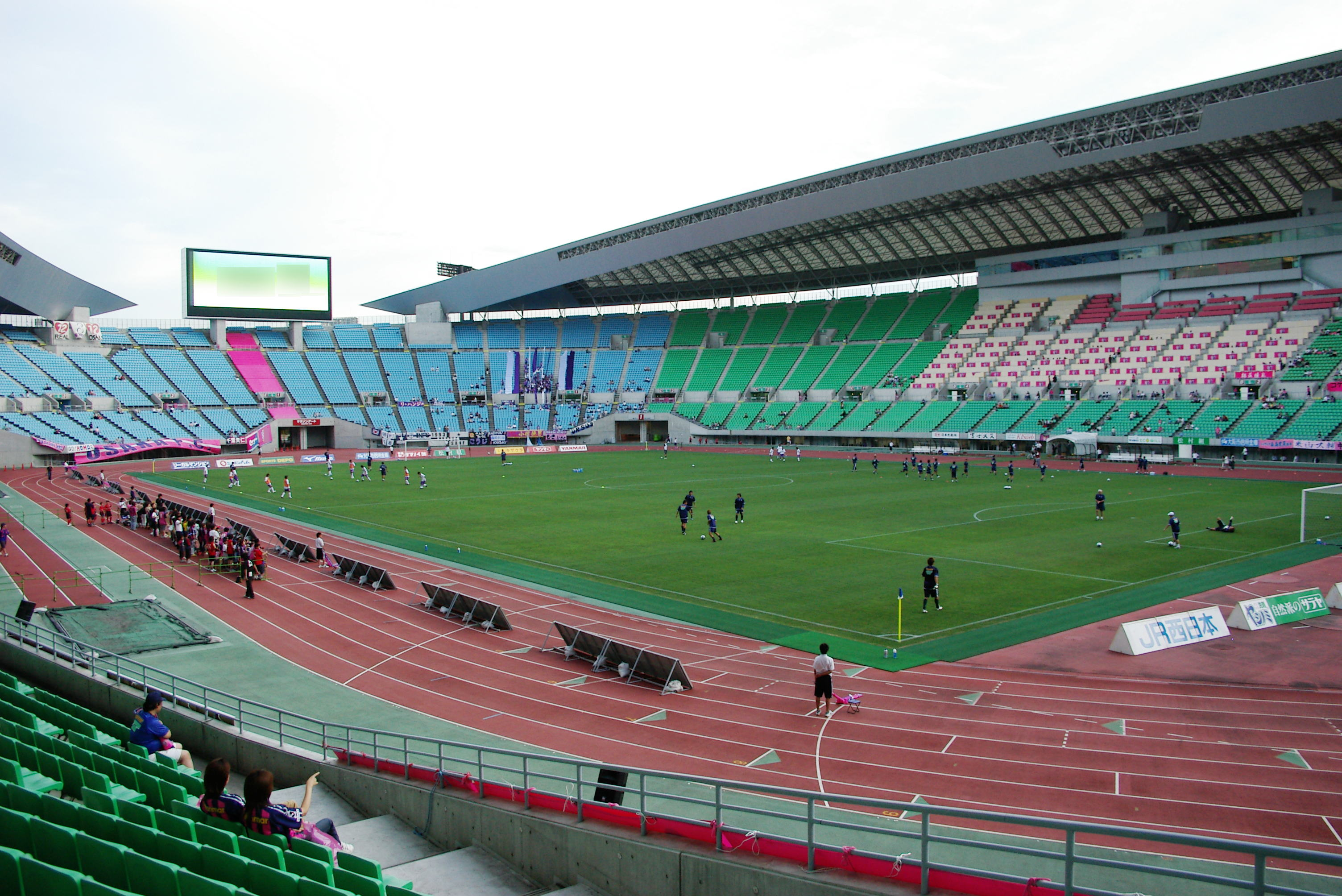
Das Nagai-Stadion in Osaka im Jahr 2004

Die 4-mal-100-Meter-Staffel der Frauen bei den Leichtathletik-Weltmeisterschaften 2007 wurde am 1. September im Nagai-Stadion der japanischen Stadt Osaka ausgetragen.
Weltmeister wurden die Vereinigten Staaten in der Besetzung Lauryn Williams, Allyson Felix (Finale), Mikele Barber und Torri Edwards (Finale) sowie den im Vorlauf außerdem eingesetzten Carmelita Jeter und Mechelle Lewis.

Den zweiten Platz belegte Jamaika mit Sheri-Ann Brooks, Kerron Stewart, Simone Facey und Veronica Campbell (Finale) sowie der im Vorlauf außerdem eingesetzten Shelly-Ann Fraser.

Bronze ging an Belgien (Olivia Borlée, Hanna Mariën, Elodie Ouédraogo, Kim Gevaert).
Auch die nur im Vorlauf eingesetzten Läuferinnen erhielten entsprechendes Edelmetall. Rekorde und Bestleistungen standen dagegen nur den tatsächlich laufenden Athletinnen zu.

## Bestehende Rekorde
| Weltrekord | 41,37 s | DDR (Silke Gladisch, Sabine Rieger, Ingrid Auerswald, Marlies Göhr) | Canberra, Australien           | 6. Oktober 1985 |
| WM-Rekord  | 41,47 s | USA (Chryste Gaines, Marion Jones, Inger Miller, Gail Devers)       | WM 1997 in Athen, Griechenland | 9. August 1997  |

Der bestehende WM-Rekord wurde bei diesen Weltmeisterschaften nicht eingestellt und nicht verbessert.
Es gab zwei Weltjahresbestleistungen und zwei neue Landesrekorde.
- Weltjahresbestleistungen:
  - 42,24 s – USA (Carmelita Jeter, Mechelle Lewis, Mikele Barber, Lauryn Williams), 2. Vorlauf am 1. September
  - 41,98 s – USA (Lauryn Williams, Allyson Felix, Mikele Barber, Torri Edwards), Finale am 1. September
- Landesrekorde:
  - 42,85 s – Belgien (Olivia Borlée, Hanna Mariën, Elodie Ouédraogo, Kim Gevaert), 1. Vorlauf am 1. September
  - 42,75 s – Belgien (Olivia Borlée, Hanna Mariën, Elodie Ouédraogo, Kim Gevaert), Finale am 1. September

## Vorrunde
Die Vorrunde wurde in zwei Läufen durchgeführt. Die ersten drei Staffeln pro Lauf – hellblau unterlegt – sowie die darüber hinaus zwei zeitschnellsten Teams – hellgrün unterlegt – qualifizierten sich für das Finale.

### Vorlauf 1

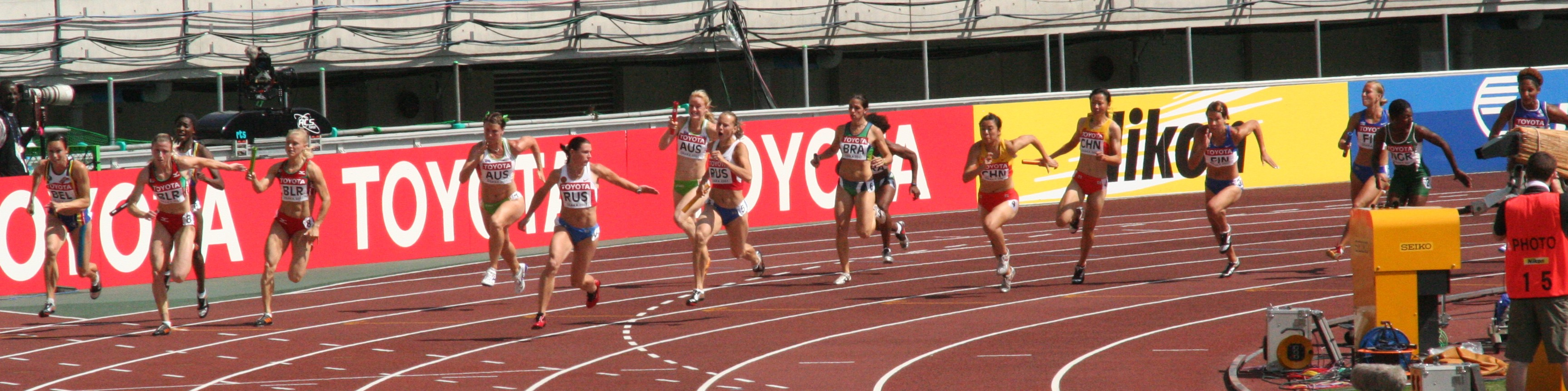
Erster Vorlauf, letzter Wechsel

1. September 2007, 9:45 Uhr
| Platz | Staffel             | Besetzung                                                                            | Zeit (s) |
| ----- | ------------------- | ------------------------------------------------------------------------------------ | -------- |
| 1     | Belgien             | Olivia Borlée Hanna Mariën Elodie Ouédraogo Kim Gevaert                              | 42,75 NR |
| 2     | Russland            | Irina Chabarowa (Vorlauf) Natalja Russakowa Julija Guschtschina Jewgenija Poljakowa  | 42,90    |
| 3     | Belarus             | Nastassja Schuljak Natallja Safronnikawa Alena Neumjarschyzkaja Aksana Drahun        | 43,16    |
| 4     | Volksrepublik China | Tao Yujia Chen Jue Jiang Lan Qin Wangping                                            | 43,39    |
| 5     | Finnland            | Heidi Hannula Sari Keskitalo Ilona Ranta Johanna Manninen                            | 43,41    |
| 6     | Nigeria             | Gloria Kemasuode Endurance Ojokolo Damola Osayomi Ene Franca Idoko                   | 43,68    |
| 7     | Frankreich          | Carima Louami Muriel Hurtis-Houairi Fabienne Beret-Martinel Christine Arron          | 43,88    |
| 8     | Australien          | Sally McLellan Melanie Kleeberg Crystal Attenborough Fiona Cullen                    | 43,91    |
| 9     | Brasilien           | Thatiana Regina Ignácio Lucimar Aparecida de Moura Thaíssa Presti Luciana dos Santos | 44,64    |

Staffeln beim letzten Wechsel im ersten Vorlauf:

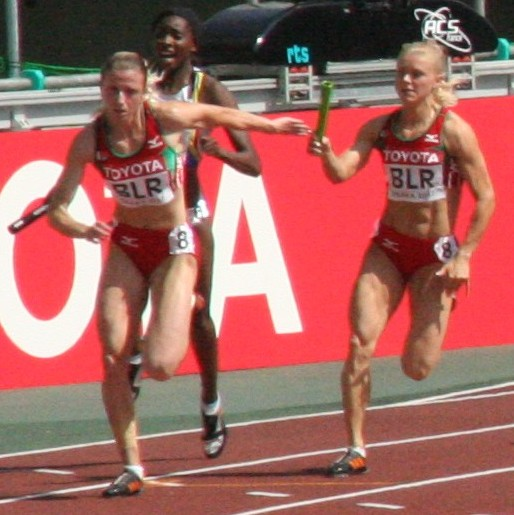
In der belarussischen Staffel übergibt Alena Neumjarschyzkaja den Stab an Aksana Drahun
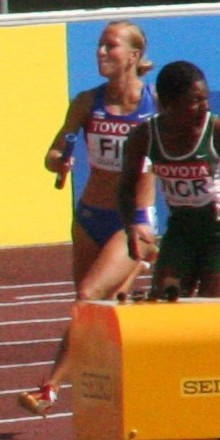
Finnland mit Ilona Ranta (links) und Nigeria mit Ene Franca Idoko
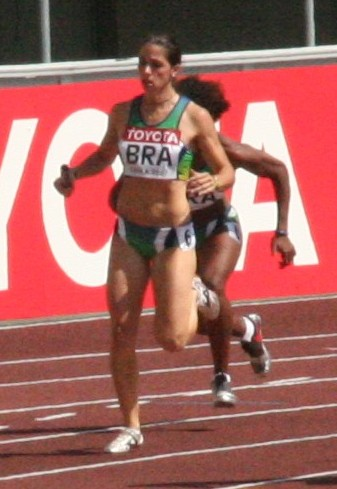
Für Brasilien: Thaíssa Presti

### Vorlauf 2

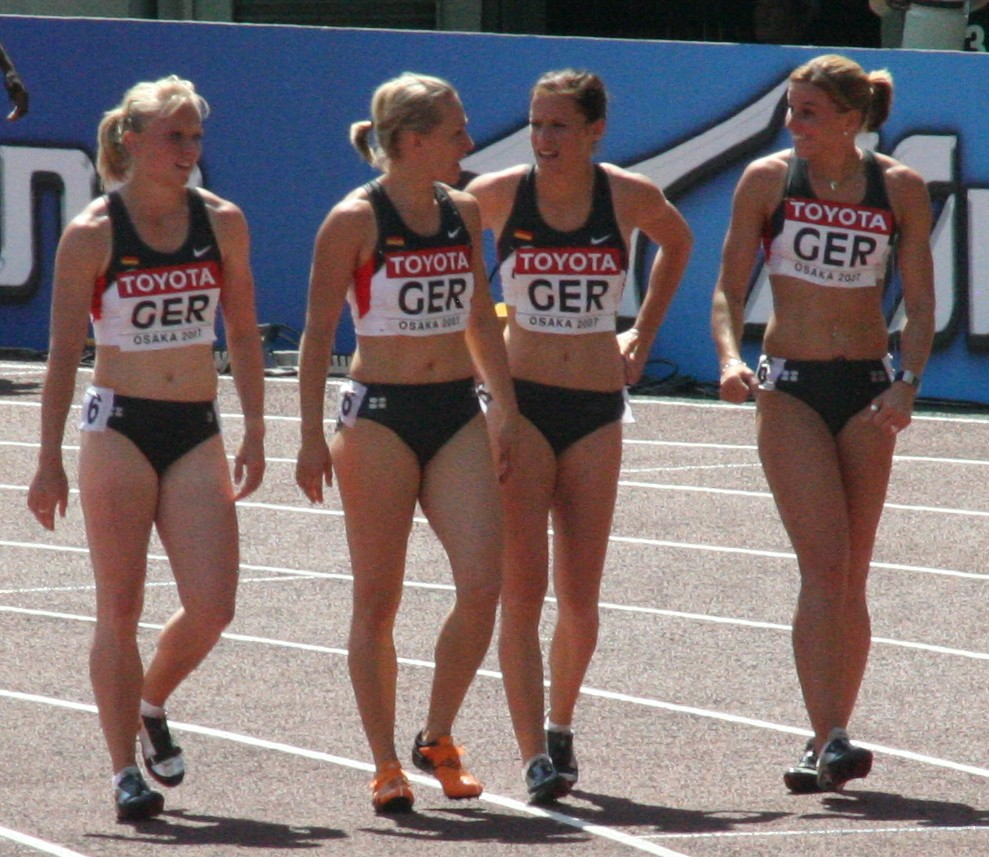
Die deutsche Staffel nach dem Vorlauf

1. September 2007, 9:55 Uhr
| Platz | Staffel        | Besetzung                                                                        | Zeit (s)                      |
| ----- | -------------- | -------------------------------------------------------------------------------- | ----------------------------- |
| 1     | USA            | Carmelita Jeter (Vorlauf) Mechelle Lewis (Vorlauf) Mikele Barber Lauryn Williams | 42,24 WL                      |
| 2     | Jamaika        | Sheri-Ann Brooks Kerron Stewart Simone Facey Shelly-Ann Fraser (Vorlauf)         | 42,70                         |
| 3     | Großbritannien | Laura Turner Montell Douglas Emily Freeman Joice Maduaka                         | 42,82                         |
| 4     | Deutschland    | Katja Wakan Cathleen Tschirch Johanna Kedzierski Verena Sailer                   | 43,17                         |
| 5     | Polen          | Marta Jeschke Daria Korczyńska Dorota Jędrusińska Ewelina Klocek                 | 43,25                         |
| 6     | Ghana          | Gifty Addy Elizabeth Amolofo Esther Dankwah Vida Anim                            | 43,76                         |
| DNF   | Ukraine        | Olena Tschebanu Natalija Pohrebnjak Iryna Shtanhyeyeva Iryna Shepetyuk           |                               |
| DSQ   | Kuba           | Virgen Benavides Roxana Díaz Mileidys Lazo Yenima Arencibia                      | IAAF Rule 163.2 Behinderung   |
| DSQ   | Japan          | Saori Kitakaze Sakie Nobuoka Mayumi Watanabe Momoko Takahashi                    | IAAF Rule 170.7 Wechselfehler |

## Finale

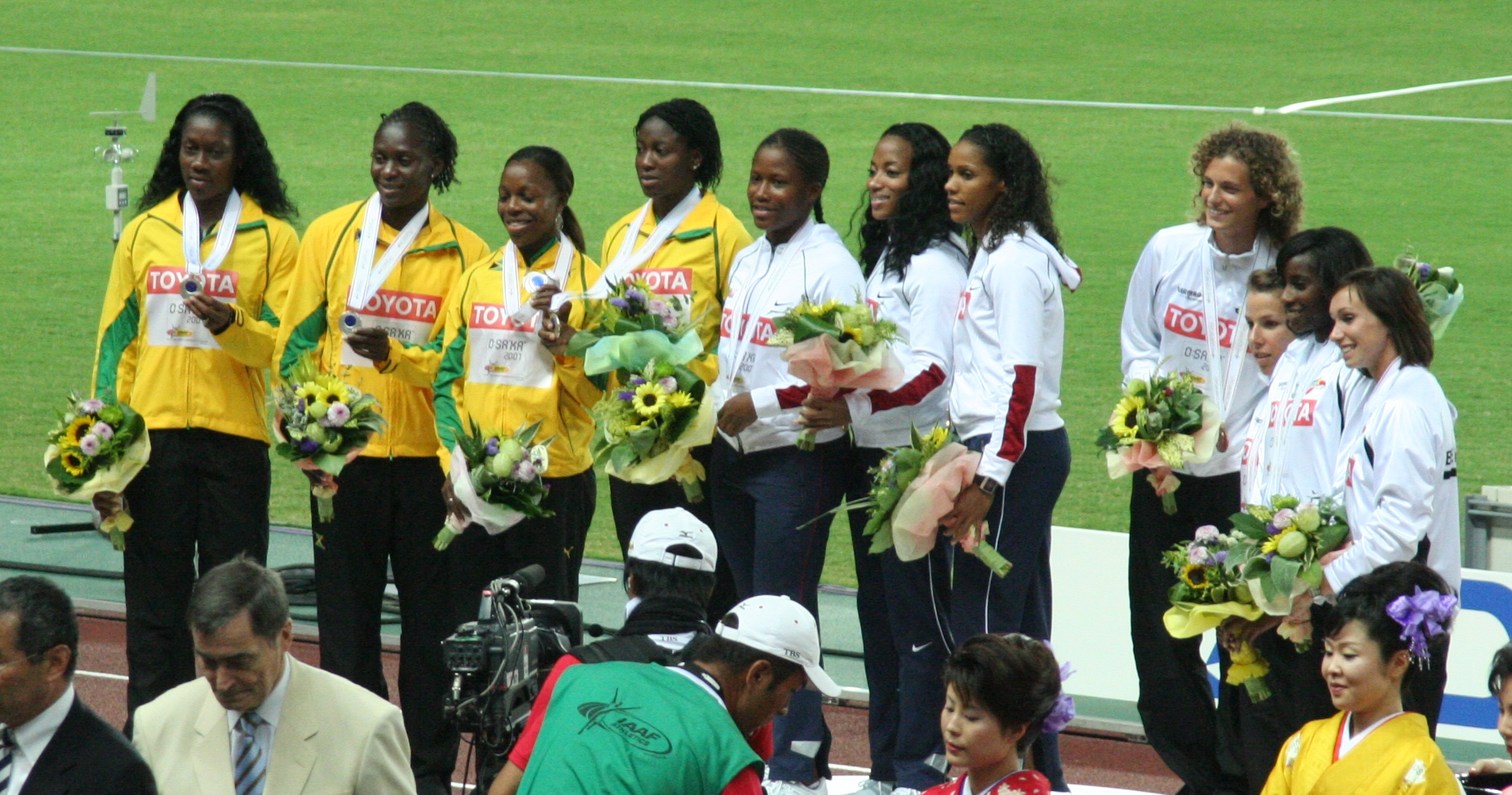
Die Siegerehrung

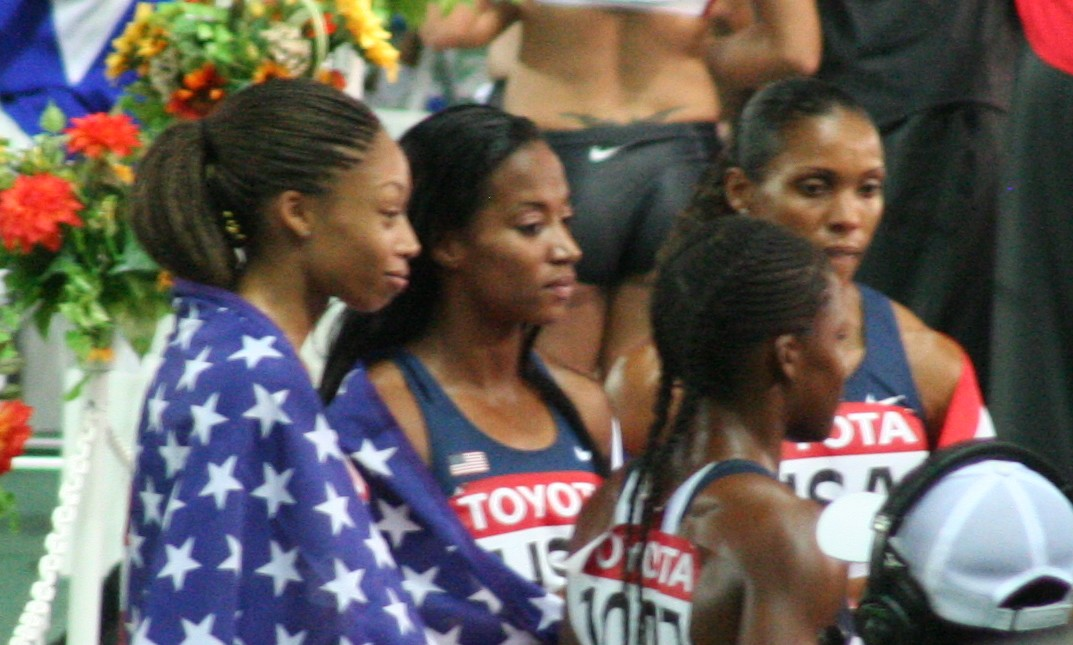
Die siegreichen Läuferinnen der US-amerikanischen Staffel

1. September 2007, 22:05 Uhr
Es kam zum erwarteten Sieg der favorisierten US-Staffel. Auf der Ziellinie wurde es zwar nochmal eng, da Jamaika mit Veronica Campell stark aufkam und die US-Amerikanerin Torri Edwards die letzten Meter nur auslief, aber es reichte am Ende. Die deutsche Staffel blieb mit guten Wechseln innerhalb ihrer Möglichkeiten, nachdem sie aufgrund eines angeblichen Wechselfehlers im Vorlauf zeitweilig als disqualifiziert galt, dann aber doch im Finale starten durfte.
| Platz | Staffel        | Besetzung | Zeit (s) |
| ----- | -------------- | --- | -------- |
| 1     | USA            | Lauryn Williams Allyson Felix (Finale) Mikele Barber Torri Edwards (Finale) im Vorlauf außerdem: Carmelita Jeter Mechelle Lewis | 41,98 WL |
| 2     | Jamaika        | Sheri-Ann Brooks Kerron Stewart Simone Facey Veronica Campbell (Finale) im Vorlauf außerdem: Shelly-Ann Fraser                  | 42,01    |
| 3     | Belgien        | Olivia Borlée Hanna Mariën Elodie Ouédraogo Kim Gevaert                                                                         | 42,75 NR |
| 4     | Großbritannien | Laura Turner Montell Douglas Emily Freeman Joice Maduaka                                                                        | 42,87    |
| 5     | Russland       | Jekaterina Grigorjewa (Finale) Natalja Russakowa Julija Guschtschina Jewgenija Poljakowa im Vorlauf außerdem: Irina Chabarowa   | 42,97    |
| 6     | Belarus        | Nastassja Schuljak Natallja Safronnikawa Alena Neumjarschyzkaja Aksana Drahun                                                   | 43,37    |
| 7     | Deutschland    | Katja Wakan Cathleen Tschirch Johanna Kedzierski Verena Sailer                                                                  | 43,51    |
| 8     | Polen          | Marta Jeschke Daria Korczyńska Dorota Jędrusińska Ewelina Klocek                                                                | 43,57    |